# حیدرآباد (بیرانوند)
حیدرآباد روستایی در دهستان بیرانوند شمالی بخش بیرانوند شهرستان خرم‌آباد استان لرستان ایران است.

## جمعیت
بر پایه سرشماری عمومی نفوس و مسکن در سال ۱۳۹۵ جمعیت این روستا ۳۷ نفر (۱۱ خانوار) بوده‌است.